# Sindaci di Umbertide
Di seguito l'elenco cronologico dei sindaci di Umbertide e delle altre figure apicali equivalenti che si sono succedute nel corso della storia.

## Regno d'Italia (1861-1946)
| Sindaci nominati dal governo (1860-1889)                   | Sindaci nominati dal governo (1860-1889) | Sindaci nominati dal governo (1860-1889) | Sindaci nominati dal governo (1860-1889) | Sindaci nominati dal governo (1860-1889) | Sindaci nominati dal governo (1860-1889) |
| Nominativo                                                 | Partito                                  | Partito                                  | Mandato                                  | Mandato                                  | Elezione                                 |
| Nominativo                                                 | Partito                                  | Partito                                  | Inizio                                   | Fine                                     | Elezione                                 |
| ---------------------------------------------------------- | ---------------------------------------- | ---------------------------------------- | ---------------------------------------- | ---------------------------------------- | ---------------------------------------- |
| Evelino Waddington                                         | ?                                        | ?                                        | 4 ottobre 1860                           | 27 ottobre 1860                          |                                          |
| Mauro Mavarelli                                            | ?                                        | ?                                        | 23 dicembre 1860                         | 1864                                     |                                          |
| Giuseppe Savelli                                           | ?                                        | ?                                        | 1865                                     | 18 maggio 1868                           |                                          |
| Giuseppe Agostini                                          | ?                                        | ?                                        | 19 maggio 1868                           | 16 novembre 1870                         |                                          |
| Giuseppe Savelli                                           | ?                                        | ?                                        | 17 novembre 1870                         | Dicembre 1870                            |                                          |
| Sindaco facente funzioni                                   | ?                                        | ?                                        | 1871                                     | 1872                                     |                                          |
| Giuseppe Savelli                                           | ?                                        | ?                                        | Gennaio 1873                             | Dicembre 1873                            |                                          |
| Federico Criacci                                           | ?                                        | ?                                        | Gennaio 1874                             | 25 luglio 1875                           |                                          |
| Mauro Mavarelli                                            | ?                                        | ?                                        | 26 luglio 1875                           | 6 febbraio 1887                          |                                          |
| Sindaci facente funzione                                   | ?                                        | ?                                        | 7 febbraio 1887                          | 1890                                     |                                          |
| Sindaci eletti dal Consiglio comunale (1889-1926)          |                                          |                                          |                                          |                                          |                                          |
| Nominativo                                                 | Partito                                  | Partito                                  | Mandato                                  | Mandato                                  | Elezione                                 |
| Nominativo                                                 | Partito                                  | Partito                                  | Inizio                                   | Fine                                     | Elezione                                 |
| Francesco Andreani                                         |                                          | Repubblicano                             | 1890                                     | 1891                                     |                                          |
| Francesco Mavarelli                                        | ?                                        | ?                                        | 4 dicembre 1892                          | 3 dicembre 1898                          |                                          |
| Giuseppe Conestabile della Staffa                          | ?                                        | ?                                        | 4 dicembre 1898                          | 20 settembre 1902                        |                                          |
| Ciro Mavarelli                                             | ?                                        | ?                                        | 21 settembre 1902                        | 4 febbraio 1910                          |                                          |
| Francesco Andreani                                         | ?                                        | ?                                        | 5 febbraio 1910                          | 1919                                     |                                          |
| Settimio Rometti                                           | ?                                        | ?                                        | 28 novembre 1920                         | 19 aprile 1921                           |                                          |
| Mario Bertanzi                                             | ?                                        | ?                                        | 15 febbraio 1923                         | 8 giugno 1923                            |                                          |
| Podestà nominati dal governo (1926-1944)                   |                                          |                                          |                                          |                                          |                                          |
| Nominativo                                                 | Partito                                  | Partito                                  | Mandato                                  | Mandato                                  | Elezione                                 |
| Nominativo                                                 | Partito                                  | Partito                                  | Inizio                                   | Fine                                     | Elezione                                 |
| Gualtiero Guardabassi                                      |                                          | Partito Nazionale Fascista               | 9 giugno 1923                            | 9 settembre 1943                         | -                                        |
| Luigi Ramaccioni                                           | Commissario prefettizio                  | Commissario prefettizio                  | 10 settembre 1943                        | 8 ottobre 1944                           | -                                        |
| Sindaci del periodo costituzionale transitorio (1944-1946) |                                          |                                          |                                          |                                          |                                          |
| Nominativo                                                 | Partito                                  | Partito                                  | Mandato                                  | Mandato                                  | Elezione                                 |
| Nominativo                                                 | Partito                                  | Partito                                  | Inizio                                   | Fine                                     | Elezione                                 |
| Mariano Migliorati                                         |                                          | Indipendente                             | 9 ottobre 1944                           | 14 ottobre 1944                          |                                          |
| Giuseppe Migliorati                                        |                                          | Partito Socialista Italiano              | 15 ottobre 1944                          | 15 dicembre 1944                         |                                          |
| Renato Ramaccioni                                          |                                          | Partito Liberale Italiano                | 16 dicembre 1944                         | 8 maggio 1945                            |                                          |
| Astorre Bellarosa                                          |                                          | Partito Comunista Italiano               | 9 maggio 1945                            | 28 aprile 1946                           |                                          |

## Repubblica italiana (dal 1946)
| Sindaci eletti dal Consiglio comunale (1946-1995)    | Sindaci eletti dal Consiglio comunale (1946-1995) | Sindaci eletti dal Consiglio comunale (1946-1995) | Sindaci eletti dal Consiglio comunale (1946-1995) | Sindaci eletti dal Consiglio comunale (1946-1995) | Sindaci eletti dal Consiglio comunale (1946-1995) | Sindaci eletti dal Consiglio comunale (1946-1995) | Sindaci eletti dal Consiglio comunale (1946-1995) |
| Nominativo                                           | Partito                                           | Partito                                           | Partito                                           | Partito                                           | Mandato                                           | Mandato                                           | Elezione                                          |
| Nominativo                                           | Partito                                           | Partito                                           | Partito                                           | Partito                                           | Inizio                                            | Fine                                              | Elezione                                          |
| ---------------------------------------------------- | ------------------------------------------------- | ------------------------------------------------- | ------------------------------------------------- | ------------------------------------------------- | ------------------------------------------------- | ------------------------------------------------- | ------------------------------------------------- |
| Astorre Bellarosa                                    |                                                   | Partito Comunista Italiano                        | Partito Comunista Italiano                        | Partito Comunista Italiano                        | 28 aprile 1946                                    | 14 giugno 1952                                    | 1946                                              |
| Serafino Faloci                                      |                                                   | Partito Comunista Italiano                        | Partito Comunista Italiano                        | Partito Comunista Italiano                        | 15 giugno 1952                                    | 26 novembre 1960                                  |                                                   |
| Umberto Cavalaglio                                   |                                                   | Partito Comunista Italiano                        | Partito Comunista Italiano                        | Partito Comunista Italiano                        | 27 novembre 1960                                  | 1965                                              | 1960                                              |
| Umberto Cavalaglio                                   | 1965                                              | Partito Comunista Italiano                        | Partito Comunista Italiano                        | Partito Comunista Italiano                        | 1970                                              | 1965                                              |                                                   |
| Umberto Cavalaglio                                   | 1970                                              | Partito Comunista Italiano                        | Partito Comunista Italiano                        | Partito Comunista Italiano                        | 3 marzo 1972                                      | 1970                                              |                                                   |
| Celestino Sonaglia                                   |                                                   | Partito Comunista Italiano                        | Partito Comunista Italiano                        | Partito Comunista Italiano                        | 4 marzo 1972                                      | 1970                                              | 1975                                              |
| Celestino Sonaglia                                   | 1975                                              | Partito Comunista Italiano                        | Partito Comunista Italiano                        | Partito Comunista Italiano                        | 1980                                              | 1975                                              |                                                   |
| Celestino Sonaglia                                   | 1980                                              | Partito Comunista Italiano                        | Partito Comunista Italiano                        | Partito Comunista Italiano                        | 22 dicembre 1982                                  | 1980                                              |                                                   |
| Maurizio Rosi                                        |                                                   | Partito Comunista Italiano                        | Partito Comunista Italiano                        | Partito Comunista Italiano                        | 23 dicembre 1982                                  | 1980                                              | 1985                                              |
| Maurizio Rosi                                        | 1985                                              | Partito Comunista Italiano                        | Partito Comunista Italiano                        | Partito Comunista Italiano                        | 1990                                              | 1985                                              |                                                   |
| Maurizio Rosi                                        |                                                   | Partito Democratico della Sinistra                | Partito Democratico della Sinistra                | Partito Democratico della Sinistra                | 1990                                              | 22 aprile 1995                                    | 1990                                              |
| Sindaci eletti direttamente dai cittadini (dal 1995) |                                                   |                                                   |                                                   |                                                   |                                                   |                                                   |                                                   |
| Nominativo                                           | Partito                                           | Partito                                           | Coalizione                                        | Coalizione                                        | Mandato                                           | Mandato                                           | Elezione                                          |
| Nominativo                                           | Partito                                           | Partito                                           | Coalizione                                        | Coalizione                                        | Inizio                                            | Fine                                              | Elezione                                          |
| Gianfranco Becchetti                                 |                                                   | Partito Democratico della Sinistra                |                                                   | PDS-PdD                                           | 23 aprile 1995                                    | 14 giugno 1999                                    | 1995                                              |
| Gianfranco Becchetti                                 |                                                   | Democratici di Sinistra                           |                                                   | L'Ulivo                                           | 14 giugno 1999                                    | 13 giugno 2004                                    | 1999                                              |
| Giampiero Giulietti                                  |                                                   | Democratici di Sinistra                           |                                                   | DS-DL-PRC-SDI-PdCI                                | 14 giugno 2004                                    | 8 giugno 2009                                     | 2004                                              |
| Giampiero Giulietti                                  |                                                   | Partito Democratico                               |                                                   | PD-SEL-FdS                                        | 8 giugno 2009                                     | 7 aprile 2013                                     | 2009                                              |
| Marco Locchi                                         |                                                   | Partito Democratico                               | 8 aprile 2013                                     | PD-SEL-FdS                                        | 24 maggio 2014                                    |                                                   | 2009                                              |
| Marco Locchi                                         |                                                   | Partito Democratico                               | PD-PSI-PRC-PdCI                                   | 25 maggio 2014                                    | 18 dicembre 2017                                  | 2014                                              |                                                   |
| Castrese De Rosa                                     | Commissario prefettizio                           | Commissario prefettizio                           | Commissario prefettizio                           | Commissario prefettizio                           | 19 dicembre 2017                                  | 24 giugno 2018                                    | -                                                 |
| Luca Carizia                                         |                                                   | Lega per Salvini Premier                          |                                                   | LSP                                               | 24 giugno 2018                                    | 29 maggio 2023                                    | 2018                                              |
| Luca Carizia                                         |                                                   | Lega per Salvini Premier                          | FdI-LSP                                           | 29 maggio 2023                                    | in carica                                         | 2023                                              |                                                   |